# Jason Dolley

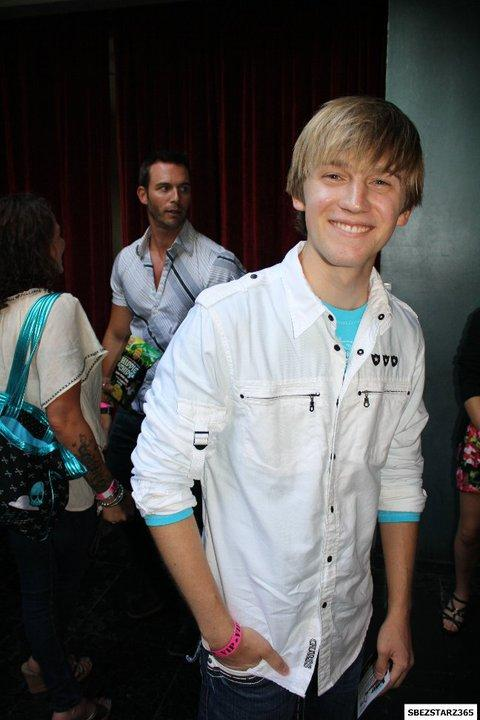
Jason Dolley

Jason Scott Dolley, född 5 juli 1991 i Simi Valley, Kalifornien, USA, är en amerikansk skådespelare. Han har medverkat i bland annat Chasing Daylight, Saving Shiloh, Cory i Vita huset, The Air I Breathe, Minutemen, Hatching Pete och är mest känd för sin roll som PJ Duncan i Disney Channel's populära serie Lycka till Charlie!.

## Filmografi

### Film
- Chasing Daylight
- Saving Shiloh
- Minutemen
- The Air I Breathe
- Hatching Pete
- Pixie Hollow Games
- Good Luck Charlie, It's Christmas!
- Helicopter Mom
- Staged Killer
- Secret Agent Dingledorf and His Trusty Dog Splat
- The Devil's Advocate

### Tv
- Complete Savages
- Read It and Weep
- Cory in the House
- Disney Channel Games
- The Replacements
- Imagination Movers
- Good Luck Charlie
- Jessie
- Major Crimes
- American Housewife
- The Ranch